# Bactrododema moirae
Bactrododema moirae är en insektsart som först beskrevs av Kirby 1896.  Bactrododema moirae ingår i släktet Bactrododema och familjen Diapheromeridae. Inga underarter finns listade.